# Sithu Aung
Sithu Aung (tiếng Miến Điện: စည်သူအောင်; cũng được viết là Si Thu Aung sinh ngày 16 tháng 10 năm 1996) là một cầu thủ bóng đá từ Miến Điện thi đấu ở vị trí tiền vệ cho Thai League 2 và câu lạc bộ Police Tero.
Năm 2013, khi 16 tuổi, anh được nhận vào đội hạng 1 của Yangon United F.C. và được gọi vào đội cấp cao quốc gia cùng năm đó.
Ngày 10 tháng 6 năm 2014, Sithu ký đầu quân vào Yadanarbon với số tiền chuyển nhượng không được tiết lộ, trở thành cầu thủ Yangon United thứ ba đã tham gia câu lạc bộ này trong 18 tháng.

### Bàn thắng quốc tế
Bàn thắng và kết quả của Myanmar được để trước.
| #  | Ngày                 | Địa điểm                                       | Đối thủ    | Bàn thắng | Kết quả | Giải đấu                 |
| -- | -------------------- | ---------------------------------------------- | ---------- | --------- | ------- | ------------------------ |
| 1. | 21 tháng 3 năm 2017  | Sân vận động Pakansari, Cibinong, Indonesia    | Indonesia  | 3–1       | 3–1     | Giao hữu                 |
| 2. | 13 tháng 6 năm 2017  | Sân vận động Campo Desportivo, Đãng Tử, Ma Cao | Ma Cao     | 1–0       | 4–0     | Vòng loại Asian Cup 2019 |
| 3. | 13 tháng 6 năm 2017  | Sân vận động Campo Desportivo, Đãng Tử, Ma Cao | Ma Cao     | 3–0       | 4–0     | Vòng loại Asian Cup 2019 |
| 4. | 12 tháng 11 năm 2018 | Sân vận động Mandalarthiri, Mandalay, Myanmar  | Campuchia  | 3–1       | 4–1     | AFF Cup 2018             |
| 5. | 14 tháng 11 năm 2019 | Sân vận động Thuwunna, Yangon, Myanmar         | Tajikistan | 3–2       | 4–3     | Vòng loại World Cup 2022 |